# SM U-47
O 'SM U-47 foi um submarino alemão da classe U-43, usado durante a Primeira Guerra Mundial . Foi lançado em 16 de agosto de 1915 e participou de duas patrulhas inicialmente no Mar Báltico e depois no Mar Mediterrâneo. 
Realizou 18 ataques com sucesso, afundando 15 embarcações e danificando outras três.
Não participou de patrulhas após junho de 1917, devido a sérios problemas nos motores que não foram resolvidos até o final da guerra.
Em 28 de outubro de 1918 foi afundado enquanto era evacuado pela tripulação.

## Subordinação
- 8 de maio de 1916 a 27 de dezembro de 1916: III Flotilla
- 27 de dezembro de 1916 a 28 de outubro de 1918: Pola Flotilla